# Perito termotecnico
Il perito termotecnico è una figura professionale specializzata nell'impiantistica termotecnica e discipline correlate.
Il percorso di studi, sviluppato nell'ambito dell'ordinamento scolastico italiano vigente sino alla riforma scolastica Gelmini con le successive equipollenze, si articolava in un biennio comune e un triennio di specializzazione. Il corso di studi è confluito nell'Istituto tecnico tecnologico a indirizzo Meccanica, meccatronica ed energia.

## Profilo professionale
Il corso di studi di Perito industriale a indirizzo termotecnico fornisce nozioni teoriche e competenze pratiche per operare nei seguenti settori:
- esecuzione, collaudo e manutenzione di impianti di condizionamento, refrigerazione, riscaldamento, ventilazione, idrosanitari, antincendi, oleodinamici e pneumatici;
- manutenzione, collaudo e conduzione di macchine a fluido motrici ed operatrici;
- regolazione e controllo di impianti termici;
- impianti di immagazzinamento e trasporto di liquidi e di gas;
- utilizzazione dell'energia negli impianti industriali e civili;
- sicurezza del lavoro e tutela dell'ambiente.[3]

## Materie

### III anno
Religione o attività alternative; Lingua e lettere italiane; Storia ed educazione civica; Lingua straniera e complementi tecnici; Matematica e laboratorio; Elettrotecnica e laboratorio; Tecnologia meccanica e laboratorio; Sistemi automatici, regolazione e controllo impianti termomeccanici e laboratorio; Meccanica applicata, Macchine a fluido e laboratorio; Disegno meccanico; Esercitazioni pratiche; Educazione fisica.

### IV anno
Religione o attività alternative; Lingua e lettere italiane; Storia ed educazione civica; Lingua straniera e complementi tecnici; Matematica e laboratorio; Elettrotecnica e laboratorio; Sistemi automatici, regolazione e controllo impianti termomeccanici e laboratorio; Meccanica applicata, Macchine a fluido e laboratorio; Impianti termotecnici, oleodinamici e pneumatici, laboratorio e disegno; Esercitazioni pratiche; Educazione fisica.

### V anno
Religione o attività alternative; Lingua e lettere italiane; Storia ed educazione civica; Lingua straniera e complementi tecnici; Elementi di diritto ed economia; Matematica e laboratorio; Sistemi automatici, regolazione e controllo impianti termomeccanici e laboratorio; Meccanica applicata, Macchine a fluido e laboratorio; Impianti termotecnici, oleodinamici e pneumatici, laboratorio e disegno; Esercitazioni pratiche; Educazione fisica.